# ジェイソン・ボーナムズ・レッド・ツェッペリン・イヴニング
ジェイソン・ボーナムズ・レッド・ツェッペリン・イヴニング (Jason Bonham's Led Zeppelin Evening)、旧名ジェイソン・ボーナムズ・レッド・ツェッペリン・エクスペリエンス (Jason Bonham's Led Zeppelin Experience) は、レッド・ツェッペリンのドラマーであったジョン・ボーナムの息子ジェイソン・ボーナムが率いるレッド・ツェッペリンのトリビュートバンド。

## 背景
ジェイソン・ボーナムは、このグループを2010年に結成した。それ以前にボーナムは、1988年、1990年、2007年に、レッド・ツェッペリンと共演していた。2007年の再結成の機会となったアーメット・アーティガン・トリビュート・コンサートの後、ボーナムはレッド・ツェッペリンとともにツアーやレコーディングをおこなうことに関心を持っていると表明していたが、ボーカルのロバート・プラントは、これに賛成しなかった。
2009年、ジェイソン・ボーナムは、レッド・ツェッペリンのトリビュートバンドを構想して、ジェイムズ・ディランと共同で作業を開始し、翌2010年にはジェイソン・ボーナムズ・レッド・ツェッペリン・エクスペリエンスとしての活動が始まった。
バンドの結成時のラインナップは、ギタリストのトニー・カタニア (Tony Catania)、ボーカルのジェイムズ・ディラン (James Dylan)、ベースのマイケル・デヴィン (Michael Devin) に、キーボードやスティール・ギターのスティーヴン・ルブラン (Stephen LeBlanc) 。カタニアは、ボーナムが以前に結成していたバンドであるボーナムにも参加していた。
2018年、バンドは、レッド・ツェッペリン側からの要請を受け、バンド名をジェイソン・ボーナムズ・レッド・ツェッペリン・イヴニングと改めた。

## メンバー
- ジェイソン・ボーナム – ドラムス（2010年 - 現在）
- ジェイムズ・ディラン – ボーカル、アコースティック・ギター（2010年 - 現在）
- トニー・カタニア – リードギター（2010年 - 2017年）
- スティーヴン・ルブラン – キーボード、ギター、ラップ・スティール・ギター（2010年 - 2012年）
- マイケル・デヴィン – ベース、ハーモニカ（2010年）
- ドリアン・ハートソング (Dorian Heartsong) – ベース、マンドリン（2011年 - 現在）[11][12]
- アレックス・ハウランド (Alex Howland) – キーボード、ギター（2014年 - 現在）[13][14]
- ジミー桜井 – リードギター（2017年 - 現在）[15]